# (471240) 2011 BT15
(471240) 2011 BT15（也可以寫成2011 BT15）是一顆岩石組成且直徑小於一公里的小行星，其自轉速度非常快，同時被歸類為近地天体及阿波羅型小行星內的潛在威脅天體。在巴勒莫撞擊危險指數中，該星體曾是撞擊威脅指數最高的天體之一。

## 發現
2011年1月24日，(471240) 2011 BT15由位於美國夏威夷州哈萊阿卡拉天文台的泛星計畫天文學家團隊發現。此次發現是使用一台1.8（5英尺11英寸）的里奇-克萊琴望遠鏡進行的。在發現的當下，(471240) 2011 BT15的视星等為22等。

## 軌道
在2013年重新觀測之前，(471240) 2011 BT15的觀測弧為41天，不確定參數為7。由於利用2007年的回溯觀測圖像，現在(471240) 2011 BT15觀測弧長達5年以上。其軌道會不時交會地球和火星軌道。
2013年12月28日，(471240) 2011 BT15與地球的距離為0.03222天文單位（4,820,000）。在2013年12月接近通過地球時，透過金石深空網路進一步精確估計該小行星的軌道。

### 撞擊風險
在哨兵風險表上，透過符合當下的不確定性區域軌道估算，顯示(471240) 2011 BT15於2080年1月5日撞擊地球的機率為71,000分之1。
2013年時，(471240) 2011 BT15在巴勒莫撞擊危險指數中的撞擊威脅排名第5位。但在2013年6月17日時，哨兵風險表將該小行星刪除。
根據巴勒莫撞擊危險指數，(471240) 2011 BT15在2080年的等級為-3.58，可能撞擊地球的機率約為背景危險等級的3800倍。背景危險等級定義為相同大小或更大的天體從過去的日期到再發生撞擊所構成的風險平均年數的數值。噴氣推進實驗室線上曆書系統顯示，(471240) 2011 BT15預計將在2080年1月17日以0.125天文單位（18,700,000；11,600,000英里）的距離從地球旁掠過。

## 物理特性
根據共同小行星光度曲線鍊（Collaborative Asteroid Lightcurve Link，CALL）的分析，(471240) 2011 BT15被歸類為一顆常見的石質S-型小行星。

### 快速自轉
2014年1月，美國天文學家布萊恩·華納在加利福尼亞州的帕爾默分水嶺天文台（CS3-Palmer Divide Station，U82）透過光度觀測獲得了(471240) 2011 BT15的自轉光變曲線。對其光變曲線分析顯示，該小行星的自轉週期為0.109138小時（393秒），光度振幅為0.61星等（U=3）。

### 直徑和反照率
根據共同小行星光度曲線鍊和噴氣推進實驗室線上曆書系統，(471240) 2011 BT15的直徑估計分別為136（446英尺）和150（490英尺）。共同小行星光度曲線鍊對該小行星的直徑估算是採用石質小行星的標準0.20以及絕對星等21.7來評估。

## 命名
截至2017年，這顆小行星仍未被命名。

## 外部連結
- Asteroid Lightcurve Database (LCDB) （页面存档备份，存于）, query form (info 的存檔，存档日期2017-12-16.)
- Dictionary of Minor Planet Names, Google books
- Asteroids and comets rotation curves, CdR （页面存档备份，存于） – Observatoire de Genève, Raoul Behrend
- (471240) 2011 BT15 at NeoDyS-2, Near Earth Objects—Dynamic Site
  - Ephemeris · Obs prediction · Orbital info · MOID · Proper elements · Obs info · Physical info · NEOCC
- (471240) 2011 BT15 at ESA–空間情景意識方案
  - Ephemerides · Observations · Orbit · Physical Properties · Summary
- NASA JPL小天體瀏覽器上的(471240) 2011 BT15